# فردین حکیمی
فردین حکیمی (زادهٔ ۱۵ ژانویهٔ ۱۹۹۵) یک بازیکن فوتبال اهل افغانستان است.
از باشگاه‌هایی که در آن بازی کرده‌است می‌توان به باشگاه فوتبال عقابان هندوکش و باشگاه فوتبال شاهین آسمایی اشاره کرد.
وی همچنین در تیم ملی فوتبال افغانستان بازی کرده‌است.